# خسرو کشیشیان
خسرو هامبارتسومی کشیشیان (ارمنی: Խոսրով Համբարձումի Քեշիշյան؛  زادهٔ ۱۸۷۹/۱۸۸۰ - درگذشته ۱۵ ژوئن ۱۹۱۵)، داروساز، نویسنده و کنشگر اهل ارمنستان بود. 

## زندگی‌نامه
وی در ۱۸۷۹/۱۸۸۰ در ملطیه به دنیا آمد و از دانشگاه آمریکایی بیروت فارغ‌التحصیل گشت. وی برادر میکائیل کشیشیان بود. وی عضو فدراسیون انقلابی ارمنی بود. وی در ۱۵ ژوئن ۱۹۱۵ در سن ۳۶/۳۵ سالگی در جریان نسل‌کشی ارمنی‌ها در ملطیه کشته شد. 